# Sesarma (Perisesarma) kamermani
Sesarma (Perisesarma) kamermani is een krabbensoort uit de familie van de Sesarmidae. De wetenschappelijke naam van de soort is voor het eerst geldig gepubliceerd in 1883 door De Man.